# 海港青年商會
海港青年商會是國際青年商會香港總會屬下的二十一個分會其中之一，是一個國際性非牟利組織的地方分會。海港青年商會於一九七六年成立，是在香港成立的第七個青商分會，會員不限性別，人數超過一百人，以中文為法定语言。在一九七八年於馬尼拉舉行的世界青商大會中，海港青年商會榮獲世界最傑出新分會之獎項。海港青年商會致力推動會員成為有貢獻的青年公民，為社會帶來積極正面的改變，使他們可以「訓練自己，服務社會」。
在二零一五年，聯合國推出十七個可持續發展目標，並得到國際青年商會世界總會正式支持。作分地方成員分會之一，海港青年商會所舉辦的活動亦是圍繞著這十七個目標為主題，響應國際青年商會對可持續發展目標的認可。

## 組織架構

### 註冊成立
根據海港青年商會於二零零一年出版的一本小冊子，該會之成立經過如下：
「一九七六年十月二十三日⋯⋯一群熱心社會工作和相信青商信條的青年召開一非正式會議，討論有關成立一個新的分會⋯⋯終於在百多出席人仕見證下，海港青年商會在一九七六年十一月十一日假富麗華酒店誔生，並於同年十二月七日獲總會批准成為其臨時分會。」
雖然海港青年商會成立於一九七六年，但它在一九七七年才註冊於香港公司註冊處，正式以有限公司形式營運。詳細資料如下：
- 註冊日期：一九七七年八月十九日
- 登記號碼：0054989
- 中文名稱：海港青年商會有限公司（更新於二零一一年九月十六日）
- 英文名稱：Junior Chamber International Harbour (Hong Kong) Limited（更新於二零一一年九月十六日）

### 一般會員
申請成為海港青年商會的會員的部分要求如下：
- 申請人須介乎十八至四十歲；
- 以準會員身份參與過該會活動的籌委會，並達到一定的出席要求；
- 六個月內，出席不少於三次月會，或連續兩次月會；
- 出席該會的青商知識講座；
- 連同報名費遞交已填妥的申請表格後；
- 出席董事局的面試

當申請人通過面試後，便能宣誓成為正式會員。

### 董事會
海港青年商會的董事會成員（包括會長），大部分都是由會員選舉出來。在每年的週年大會中，侯選人需簡介自己的政綱及回答會員的提問，然後由投票決定該侯選人能否得到其職位。雖然每一年的情況可能有所不同，但董事會的職位通常包括會長、執行副會長、以及副會長數名。一旦當選，侯選人便會於次年初的就職典禮宣誓就職。
然而，不是所有董事局成員也是由選舉產生。義務財務長及義務秘晝長兩個職位，是直接由侯任會長委任，並非經由選舉產生。
董事局成員的詳細產生方法如下：
- 若要擔當由選舉產生的職位，該成員必須已入會最少十二個月；
- 若要擔當由委任產生的職位，該成員必須已入會最少六個月；
- 若要擔當會長一職，該成員必須已入會最少二十四個月，並已加入董事局最少六個月；
- 該成員必須得到選舉會議最少一半的贊成票數。

## 主要活動

### 國際兒童繪畫比賽暨公開攝影比賽
國際兒童繪畫比賽暨公開攝影比賽是海港青年商會舉辦的主要活動之一，第一屆比賽的舉辦年份是一九七九年。這個比賽的主要是為四至十三歲的兒童，活動的宗旨為推動本地藝術文化，提高兒童對繪畫及藝術的興趣。在二零一七年的比賽中，時任勞工及福利局局長蕭偉強在致辭時表示，他已經連續第三年親身出席支持這個活動。曾擔任比賽評判的知名人士有：
- 世界傑出華人設計師靳埭強博士[25][26]
- 前香港中文大學藝術系副教授呂振光[27]
- 康樂及文化事務署藝術事務顧問畢子融[27]
- 亞洲青年設計師協會副會長冼煒強[27]
- 香港美術教育協會會長韋政[27]
- 中國極地博物館基金創辦人李樂詩[27]

此活動主要響應聯合國可持續發展目標十及十六：「減少不平等」及「和平、正義及強大制度」。

#### 二零零三年非典型肺炎
第二十四屆國際兒童繪畫比賽暨公開攝影比賽在二零零三年舉行，剛巧碰上非典型肺炎肆虐香港，活動因而被逼延期至七月的炎夏舉行。時任會長張慧芳表示：「在沙士困擾兩個月期間，我們一班董事局成員及各工作籌委成員，並沒有因為沙士而放棄……沙士雖然影響了我們的計劃日期及國際事務的進展，但當沙士完結後，本會由上到下，積極回復正常運作，將一個接著一個的工作計劃逐一完成。最令人難以相信［的是］，本會在六月底至七月底，每個星期均有活動展出，在七月舉行兩個大型活動，可見海港青年商會是散著領導才能，一班有理想的年輕人為青商精神而前進。」

### 青年領袖選舉及論壇
青年領袖選舉及論壇是海港青年商會的另一個主要活動。透過選舉出不同的青年領袖，主辦機構得以表揚及嘉許對社會有貢獻的青年，並邀請他們與其他青年分享成功心得。過往的得獎者包活：
- 青少年領袖發展協會創辦人范凱傑大律師（二零零七年）[39]
- 霍英東集團副總裁霍啟剛太平紳士（二零零八年）[40]
- 香港通識研究協會主席馬震寧（二零零八年）[41][42]
- 智慧城市聯盟會長楊文銳（二零零八年）[43][44][45]
- 香港青年創業家總商會之創會主席鄺海翔（二零一四年）[46]
- 天生殘障的創業家蘇慈悦（二零一六年）[47]
- 深圳創業培訓家朱玲玲（二零一八年）[48]
- 廣東省優秀女企業家得獎者鄭寛（二零一八年）[48]
- 香港青年創業家總商會主席謝海發（二零一八年）[48]
- 天文學家兼創業家「星之子」陳易希（二零一九年）[49]
- 國際美容健康總聯合會執行會長李禮廷（二零一九年） [49][50]

評審方面，知名的評審團成員包括：
- 前警務處處長鄧竟成先生[30]
- 前立法會主席曾鈺成先生[51]
- 立法會議員梁美芬博士[52]
- 全國港區人大代表王如登先生[52]
- 全國青聯常委吳傑莊博士[30]
- 原傑出青年協會主席莫鳳儀女士[30]
- 世界傑出華人設計師靳埭強博士[52]
- 二零零八年世界傑出青年甄韋喬博士[52]
- 著名武術冠軍周定宇先生[30]

在二零一八年，這個活動首次將選舉範圍擴展至香港以外，接受大灣區「九市二區」的參加者報名（即香港、澳門、深圳、東莞、惠州、廣州、肇慶、佛山、中山、珠海及江門）。在最終的九位得獎者中，有兩名是內地人（朱玲玲及鄭寛）。這次活動除了得到香港的傳媒報導外，也得到澳門及內地的報章採訪。當中有個別得獎者被專訪報導。
此活動主要響應聯合國可持續發展目標八、九、十、十一與十七：「體面工作和經濟增長」、「工業、創新和基礎設施」、「減少不平等」、「可持續城市和社區」及「促進目標實現的夥伴關係」。

### 「不離不棄」照顧者精神健康工作計劃

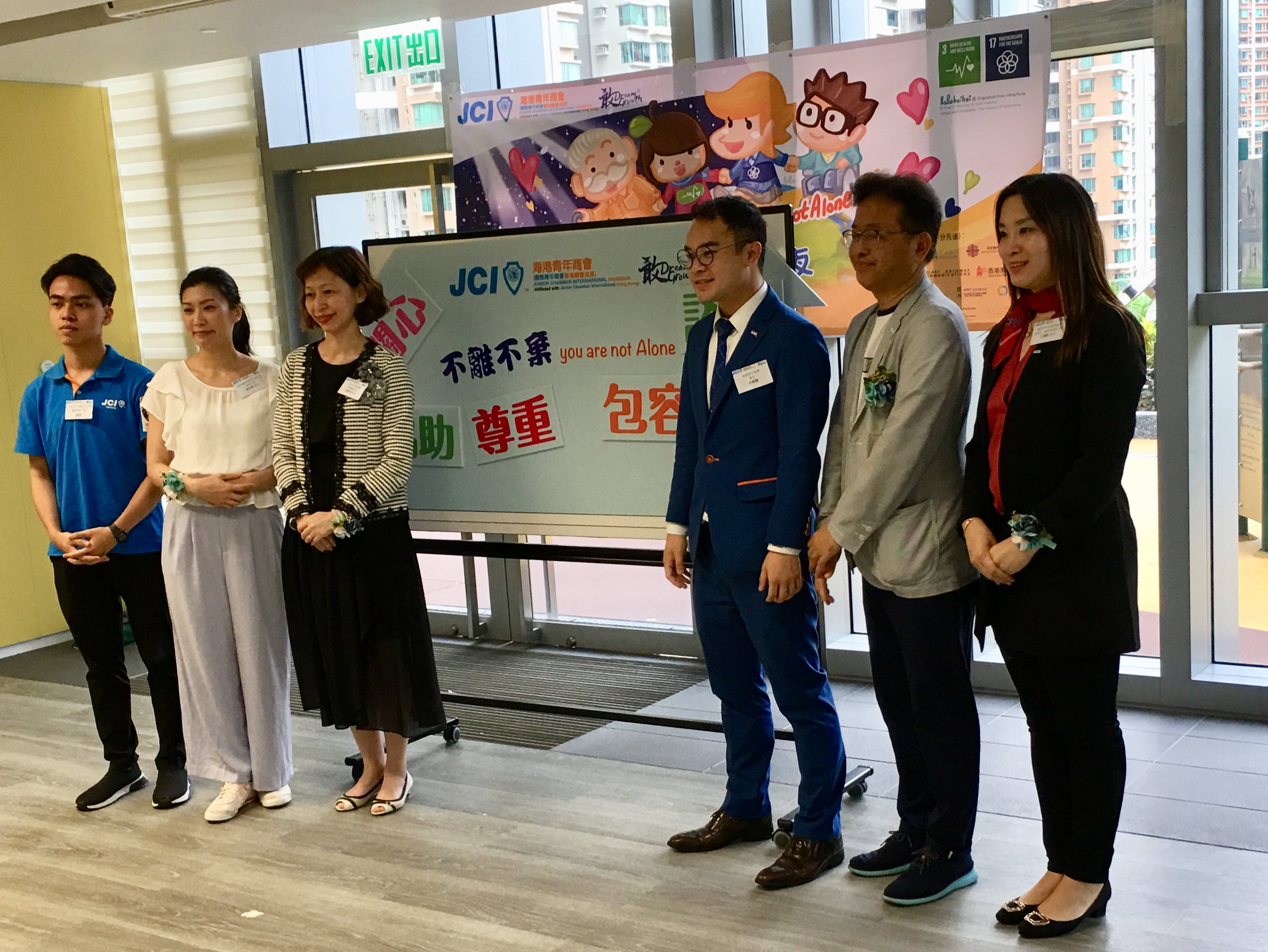
「不離不棄」照顧者的日與夜

「不離不棄」照顧者精神健康工作計劃是二零一九年海港青年商會可持續發展目標組的活動，旨在提高社會對照顧者的認知及關注。所謂照顧者，就是指家人因種種原因不能照顧自己生活，而需付出精力長時間照顧家人的人士。有報導指出，不少照顧者在生活中承受不少壓力，卻在社會中得不到關注。
海港青年商會在二零一九年四月份進行調查問卷及街頭訪問，探討公眾對「家庭照顧者」的暸解。主辦單位於五月十九日進行活動啟動禮，邀請了各界人士分享對照顧者的看法，包括：香港大學精神醫學系臨床助理教授陳喆燁醫生、明愛照顧者資源及支援中心督導主任袁汶茵女士、以及藝人李芷晴及周麗欣。
調查結果則於六月三十日的發佈會上公佈，並邀請到時任勞工及福利局副局長徐英偉，以及曾經是照顧者的藝人林秀怡為活動致詞及分享。
此活動主要響應聯合國可持續發展目標三及十七：「良好健康與福祉」及「促進目標實現的夥伴關係」。

### 異色同工
異色同工是二零一八年海港青年商會商業事務組的活動，目的是引起社會對非華裔人士就業情況的關注，並鼓勵企業提供就業機會予非華裔人士，推廣種族及文化共融。
為了解非華裔人士現正面對的就業問題，海港青年商會在二零一八年上半年進行了問卷調查。根據調查結果顯示，非華裔人士在香港尋找工作的主要困難是在於語言，例如不能說廣東話，以及不能讀寫中文，使他們在一個以華人為主的社會裡，難以發運所長。
主辦單位邀請到香港非華裔藝人陳振華擔任此計劃的活動大使，並參與製作及主唱活動主題曲《微塵眾》。
本地主要保險公司安盛是這個計劃的贊助商之一。他們的首席營運總監郭敬思（Andy Clachers）亦有親身出席此活動的閉幕禮，並分享對非華裔人士就業的意見。
此活動主要響應聯合國可持續發展目標八、十及十七：「體面工作和經濟增長」、「減少不平等」及「促進目標實現的夥伴關係」。

### 狗狗也行醫
狗狗也行醫是由海港青年商會主辦、香港動物輔助治療學會協辦的活動。活動內容主要是治療犬探訪特殊需要兒童，向公眾推廣動物治療的作用和益處，提升動物在社會的地位。曾經探訪的機構包括：香港基督教服務處的葵興早期教育及訓練中心（二零一六年）及天水圍保良局姚連生宿舍（二零一八年）。本身也有飼養狗隻的香港藝人林保怡曾經擔任這個活動的大使，並於活動之中分享自己與愛犬的故事。
除此以外，這個活動亦積極支持本港在動物治療方面的研究。在二零一六年，海港青年商會聯同香港大學進行網上問卷調查，訪問了近千名的香港市民，結果顯示在一般社群當中，有飼養同伴動物的受訪者的抑鬱及壓力等方面的情緒明顯較少，而焦慮情緒亦較輕微，與沒有飼養同伴動物的受訪者在統計學上有顯著的分別。在這項調查結束後一年左右，香港大學的圖書館便引進了首隻駐館治療犬，為本港大專之首創。
此活動主要響應聯合國可持續發展目標三：「良好健康與福祉」。

### 向受檢疫人士送上祝福
在二零二零年初，新型冠狀病毒在香港散播，不少懷疑受到感染的人士須在家居或檢疫中心接受強制檢疫十四天。海港青年商會與社會福利署攜手合作，親手為接受檢疫人士製作約一千份心意卡及小禮物，透過社署安排送到各區檢疫中心，送上溫暖和祝福。時任會長盧苡嘉表示，希望活動引起社會各界關注接受檢疫人士的心理健康，集大眾之力，讓他們感受到社會的關愛。不少接受檢疫人士收到心意卡及小禮物後均感謝各界對他們的關心。此活動主要響應聯合國可持續發展目標三：「良好健康與福祉」。

### 踏上綠途：疫後減廢更環保
踏上綠途：疫後減廢更環保是海港青年商會二零二二年的網上訪談系列。受訪者都是本港的環保企業、或熱心參與環保活動的公司。過往的受訪者包括：
- 收集賣剩麵包釀造啤酒，由四位大學生創立的Breer。[98]

- 製造可生物降解及水溶性環保包裝袋的Invisible Company。[99]

這個系列之目的是推廣本地綠色工業，以及引起市民的疫情「新常態」下的環保問題，包括郊野公園超載、即棄垃圾增加，以及微塑膠粒的潛在污染等。
此活動主要響應聯合國可持續發展目標九、十一、十二與十七：「工業、創新和基礎設施」、「可持續城市和社區」、「負責任生產及消費」及「促進目標實現的夥伴關係」。

## 其他資料

### 歷屆會長名錄
以下是海港青年商會自成立以來的歷屆會長：
| 年份 | 中文名稱 | 英文名稱       | 青商頭銜 | 性別 |
| ---- | -------- | -------------- | -------- | ---- |
| 1977 | 余振宇   | Sonny Yu       | 參議員   | 男   |
| 1978 | 蔡漢強   | Norman Choy    | 參議員   | 男   |
| 1979 | 阮惠文   | Raymond Yuen   | —        | 男   |
| 1980 | 張志平   | Albert Cheung  | 參議員   | 男   |
| 1981 | 馮沃錦   | Timothy Fung   | —        | 男   |
| 1982 | 崔景濂   | K.L. Tsui      | —        | 男   |
| 1983 | 徐儀鏘   | Tommy Tsui     | —        | 男   |
| 1984 | 梁滿錫   | Alfred Leung   | 參議員   | 男   |
| 1985 | 陳鎮興   | Jackie Chan    | 參議員   | 男   |
| 1986 | 黃寶鋒   | King Wong      | 參議員   | 男   |
| 1987 | 林來儀   | Flavia Lam     | 參議員   | 女   |
| 1988 | 袁銘恩   | Andy Yuen      | —        | 男   |
| 1989 | 鄭偉強   | Carvics Cheng  | —        | 男   |
| 1990 | 葉盛強   | Timothy Ip     | —        | 男   |
| 1991 | 余文星   | Raymond Yu     | 參議員   | 男   |
| 1992 | —        | Mazhar Sultana | 參議員   | 女   |
| 1993 | 孫玉桐   | Spencer Suen   | 參議員   | 男   |
| 1994 | 楊詠儀   | Bertha Yeung   | 參議員   | 女   |
| 1995 | 周瑪麗   | Mary Chow      | 參議員   | 女   |
| 1996 | 鄧慧思   | Michelle Tang  | 參議員   | 女   |
| 1997 | 蘇漢恆   | Hanson So      | —        | 男   |
| 1998 | 黎國富   | Radius Lai     | 參議員   | 男   |
| 1999 | 吳繁成   | Simon Ng       | 參議員   | 男   |
| 2000 | 戴綺玲   | Elaine Tai     | —        | 女   |
| 2001 | 譚藝嫣   | Judith Tam     | 參議員   | 女   |
| 2002 | 鍾燕玲   | Athena Chung   | 參議員   | 女   |
| 2003 | 張慧芳   | Ivy Cheung     | 參議員   | 女   |
| 2004 | 曹杏英   | Camille Cho    | 參議員   | 女   |
| 2005 | 楊婉儀   | Cindy Yeung    | 參議員   | 女   |
| 2006 | 方晴     | Karen Fong     | 參議員   | 女   |
| 2007 | 戴麗紅   | Junnie Tai     | 參議員   | 女   |
| 2008 | 黃穎文   | Cynthia Wong   | 參議員   | 女   |
| 2009 | 陳思競   | Leo Chan       | 參議員   | 男   |
| 2010 | 杜遠龍   | Kenny To       | 參議員   | 男   |
| 2011 | 陳麗群   | Stella Chan    | 參議員   | 女   |
| 2012 | 陳楚冠   | Daniel Chan    | 參議員   | 男   |
| 2013 | 張嘉欣   | Frankie Cheung | 參議員   | 男   |
| 2014 | 黃世傑   | Nathan Wong    | 參議員   | 男   |
| 2015 | 梁麗玲   | Kannis Leung   | 參議員   | 女   |
| 2016 | 余修賢   | Kenneth Yu     | 參議員   | 男   |
| 2017 | 林厚機   | Tony Lam       | 參議員   | 男   |
| 2018 | 李承欣   | Sylvia Lee     | 參議員   | 女   |
| 2019 | 何維勝   | Arlen Ho       | —        | 男   |
| 2020 | 盧苡嘉   | Patricia Loo   | 參議員   | 女   |
| 2021 | 葉穎華   | Peggy Yip      | 參議員   | 女   |
| 2022 | 陳頌然   | Dorothy Chan   | 參議員   | 女   |
| 2023 | 符旋     | Zion Fu        | —        | 男   |
| 2024 | 劉浩榮   | Hob Lau        | 參議員   | 男   |

|}

### 結盟姐妹會
以下的其他國家青商分會與海港青年商會結盟為姐妹會：
| 分會             | 國家     | 結盟年份 |
| ---------------- | -------- | -------- |
| 檳城國際青年商會 | 馬來西亞 | 1978     |
| 金沢青年商會     | 日本     | 1980     |
| 濱海國際青年商會 | 新加坡   | 1980     |
| 高雄女青年商會   | 台灣     | 1984     |
| 松坡青年商會     | 南韓     | 1986     |

### 歷屆香港總會獎項
以下是海港青年商會在香港總會所得的歷屆獎項：
| 獎項                             | 大獎                                                    | 優異獎 |
| -------------------------------- | ------------------------------------------------------- | --- |
| 個人獎項                         |                                                         | |
| 最傑出新會員                     | 2020 – 李曜菖                                           | — |
| 最傑出會員                       | 2014 – 黃穎文                                           | — |
| 最傑出分會會長（五十六至九十人） | 2005 – 楊婉儀                                           | 2003 – 張慧芳 2004 – 曹杏英                                                                                     |
| 最傑出分會會長（九十一人或以上） | 2011 – 陳麗群 2014 – 黃世傑 2016 – 余修賢 2020 – 盧苡嘉 | 2007 – 戴麗紅 2008 – 黃穎文 2009 – 陳思競 2010 – 杜遠龍 2015 – 梁麗玲 2017 – 林厚機 2018 – 李承欣 2021 – 葉穎華 |
| 傑出總會執行董事局成員           | 1978 – 余振宇 2005 – 曹杏英 2010 – 黃穎文 2011 – 黃穎文 | 2019 – 林厚機                                                                                                   |
| 傑出總會董事或幹事               | —                                                       | 2017 – 李承欣 2020 – 鄧業逞 2022 – 劉浩榮                                                                       |
| 總會會長特別獎                   | 2020 – 余修賢                                           | — |
| 工作計劃獎項                     |                                                         | |
| 最佳出版刊物                     | 2003                                                    | 2022 |
| 最佳電子市場推廣                 | 2008, 2010                                              | 2015, 2017 |
| 最佳社區活化                     | 2001, 2007                                              | 2010, 2019 |
| 最佳長遠社區發展                 | 2014, 2015, 2016, 2017, 2018, 2019, 2020                | — |
| 最佳個人技能發展                 | 2014                                                    | 2015, 2017 |
| 最佳跨團體合作                   | 1979, 1987                                              | — |
| 最佳可持續發展                   | 2017                                                    | 2020 |
| 最佳企業傳訊                     | 2008, 2011, 2014, 2018, 2020                            | 2007, 2009, 2019, 2021                                                                                          |
| 最佳成長及發展                   | 2006, 2019                                              | 2007, 2010, 2014, 2015, 2017, 2018                                                                              |
| 最佳本地和平                     | —                                                       | 2013 |
| 最佳新活動                       | 2019                                                    | — |
| 全場總冠軍                       | 2014, 2019                                              | — |
| 分會獎項                         |                                                         | |
| 最傑出分會（五十六至九十人）     | 2001, 2005                                              | 2003 |
| 最傑出分會（九十一人或以上）     | 2008, 2011, 2019, 2020                                  | 1995, 1997, 1999, 2006, 2007, 2010, 2015, 2016, 2017                                                            |
| 總會活動中最有貢獻分會           | 1978, 2006, 2008, 2010, 2020                            | 2018 |
| 最佳由分會主辦之總會活動         | 2010                                                    | — |
| 最佳團體學習知識管理             | 2020                                                    | — |

### 瑣碎知識
- 與國際青年商會的全世界其他分會一樣，海港青年商會採用羅伯特議事規則進行所有正式會議。[3][106]
- 海港青年商會的會刊名為《橋樑》，每季出版，標題字體由世界傑出華人設計師靳埭強博士所題。[16][29]
- 海港青年商會的三位名譽顧問分別是莫鳳儀女士、靳埭強博士及黃友嘉博士。[1]

## 外部連結
- 海港青年商會官網 （页面存档备份，存于）
- 海港青年商會的Facebook專頁